# Eduard I. Dugonogi
Eduard I. Dugonogi (London, 16. lipnja 1239. – Cumberland, 7. srpnja 1307.) bio je engleski kralj iz dinastije Anjou-Plantagenet.

## Životopis
Rođen je u braku Henrika III. i Eleonore Provansalske, a ime je dobio po Eduardu III. Ispovjedniku. Bio je unuk Ivana bez Zemlje. Odrastao je u snažnog i visokog čovjeka.
Njegov prvi brak ugovorili su 1254. godine njegov otac i Alfons X. Mudri. Kastiljski kralj je zahtijevao da on Eduarda učini vitezom. Iako je već bio isplanirao cijelu ceremoniju, Henrik III. je pristao na Alfonsovu molbu. Eduard je prešao La Manche u lipnju i do rujna je stigao u kraljevinu Kastilju. Alfons ga je učinio vitezom 1. studenog 1254. godine, a na isti dan sklopljen je brak između Eduarda i infante Eleonore, sestre Alfonsa X. Nakon vjenčanja Edvard se sa suprugom vratio u Englesku.
Edvard je sudjelovao u Osmom križarskom ratu zajedno sa svojim bratom Edmundom i Lujem IX. Francuskim. Broj vitezova koji su pratili Eduarda bio je mali; pretpostavlja se da se kretao oko dvije stotine ljudi, dok drugi smatraju da ih je bilo do tisuću. Na njegovom pohodu pratili su ga supruga, brat i rođak. Prvobitni plan rata bio je da se zauzme utvrda Akra u Palestini, ali Luj je bio poslan u Tunis. Dok je Eduard stigao u Tunis, Luj je već bio umro od bolesti. Veliki dio francuske vojske vratio se u Francusku, ali mali dio je ostao s Eduardom i borio se s njim u Devetom križarskom ratu.
Eduard je 1272. naslijedio englesku krunu poslije smrti svoga oca te je bio primoran napustiti rat i vratiti se u Englesku. Okrunjen je po svom povratku, 19. kolovoza 1274. godine. Vladao je kao "kralj Eduard" jer je, iz nepoznatog razloga, bilo odlučeno da kraljevi koji su vladali prije normanskog osvajanja Engleske neće biti uzimani u obzir pri dodjeljivanju rednih brojeva. Tek nakon smrti, kako je bio običaj za engleske vladare, postao je Edvard I. jer je njegov sin vladao kao Edvard II.
Bio je najuspješniji engleski vladar iz kuće Plantagenet. Odupro se partikularističkim težnjama visokog plemstva, suzio vlast klera i nastojao da cijeli britanski otok sjedini pod svojom vlašću. Od 1295. pozivao je predstavnike gradova u Parlament, kojemu je priznao pravo da određuje poreze.
Nakon velške pobune 1282., svojoj je državi uspio pripojiti Wales 1284. i uključiti ga u engleski upravni sustav Rhuddlanskim statutom, s okruzima kojima su djelokrug imali šerifi te je ratovao sa Škotima pod vodstvom Williama Wallacea od 1296. Svom najstarijem sinu, koji će nakon njegove smrti postati Edvard II., dao je titulu kraljevića od Walesa, koju će nositi svi engleski i kasnije britanski prijestolonasljednici.
Nakon smrti Eleonore, s kojom je imao petnaestoro djece od kojih je četvoro doživjelo zrelost, Edvard je 1299. godine oženio Margaretu Francusku, kćer kralja Filipa III. Francuskog, s kojom je imao još troje djece.